# Victor Sjöström
Victor Sjöström (født 20. september 1879 i Silbodal, Värmlands län, død 3. januar 1960 i Stockholm) var en svensk filminstruktør og skuespiller som bidrog til en international anerkendelse for svensk filmindustri i 1910'erne og dele af 1920'erne. Han arbejdede for Charles Magnusson og AB Svensk Biograftheater (senere Svensk Filmindustri – SF) frem til 1923. Han flyttede derefter til USA, 44 år gammel, for at arbejde som filminstruktør. I 1930 kom han tilbage til Sverige efter syv år i Hollywood. Han fungerede mest som skuespiller frem til sin død, med undtagelse af nogle reninstruerede film. 
Sjöström kom til filmen i 1912, og stod sammen med Mauritz Stiller for en første guldalder i svensk film. Allerede Ingeborg Holm (1913) viste Sjöströms store talent, og Terje Vigen (1917) efter Henrik Ibsen, og Tösen från Stormyrtorpet (1917) efter Selma Lagerlöf, blev gennembrudsfilm hjemme og internationalt. Disse blev fulgt af flere meget betydelige og internationalt bemærkede film, som Berg-Ejvind och hans hustru (1917), Ingmarssönerna (Ingmarsønnerne, 1919) og Körkarlen (Køresvenden, 1920). Her viste Sjöström sig både som en af sin tids fineste filmfortællere og som en både kraftfuld og subtil skuespiller. Med sin nøje afstemte realisme og gribende portrætter af mennesker som livet har ramt hårdt, bragte Sjöström svensk film ind i første række internationalt. 
Han kom imidlertid i konflikt med Svensk Filmindustri, og rejste til Hollywood og lavede bl.a. He Who Gets Slapped (Han som faar Lussingerne, 1924), The Scarlet Letter (1926) og The Wind (Stormen, 1928). 
Tilbage i Sverige virkede han som skuespiller. Som produktionsansvarlig i Svensk Filmindustri i 1940'erne hjalp han Ingmar Bergman frem. Hans sidste filmindsats blev den mesterlig udførte hovedrolle i Bergmans Smultronstället (Ved vejs ende, 1957).
Victor Sjöström var gift med skuespillerinderne Lili Beck 1914–1916 og Edith Erastoff 1922-1945.